# Knygnešio Petro Mikolainio gimtinė
Knygnešio Petro Mikolainio gimtinė, česky Rodiště knihkupce Petrase Mikolainise nebo Rodiště vydavate Petrase Mikolainise, je památník a rodiště litevského obrozence, novináře a vydavatele litevských knih, kterým byl Petras Mikolainis (1868– 1934). Nachází se nad vesnicí Čižiškiai a v kopcích nad jezerem Vištytis nedaleko litevsko-ruské státní hranice v Regionálním parku Vištytis v Litvě. Patří také do seniorátu Vištytis v okrese Vilkaviškis v Marijampolském kraji.

## Historie místa
Petras Mikolainis se v osmnácti letech začal zabývat distribucí litevského tisku (modlitební knížky, noviny atp.), který byl v tehdejším Ruském impériu zakázán. Vymýšlel nejrůznější originální způsoby distribuce zakázané literatury. Rodiště Petrase Mikolainise jsou dnes ruiny a místo připomíná dřevěná informační tabule. Místo je kulturním památníkem.

## Galerie

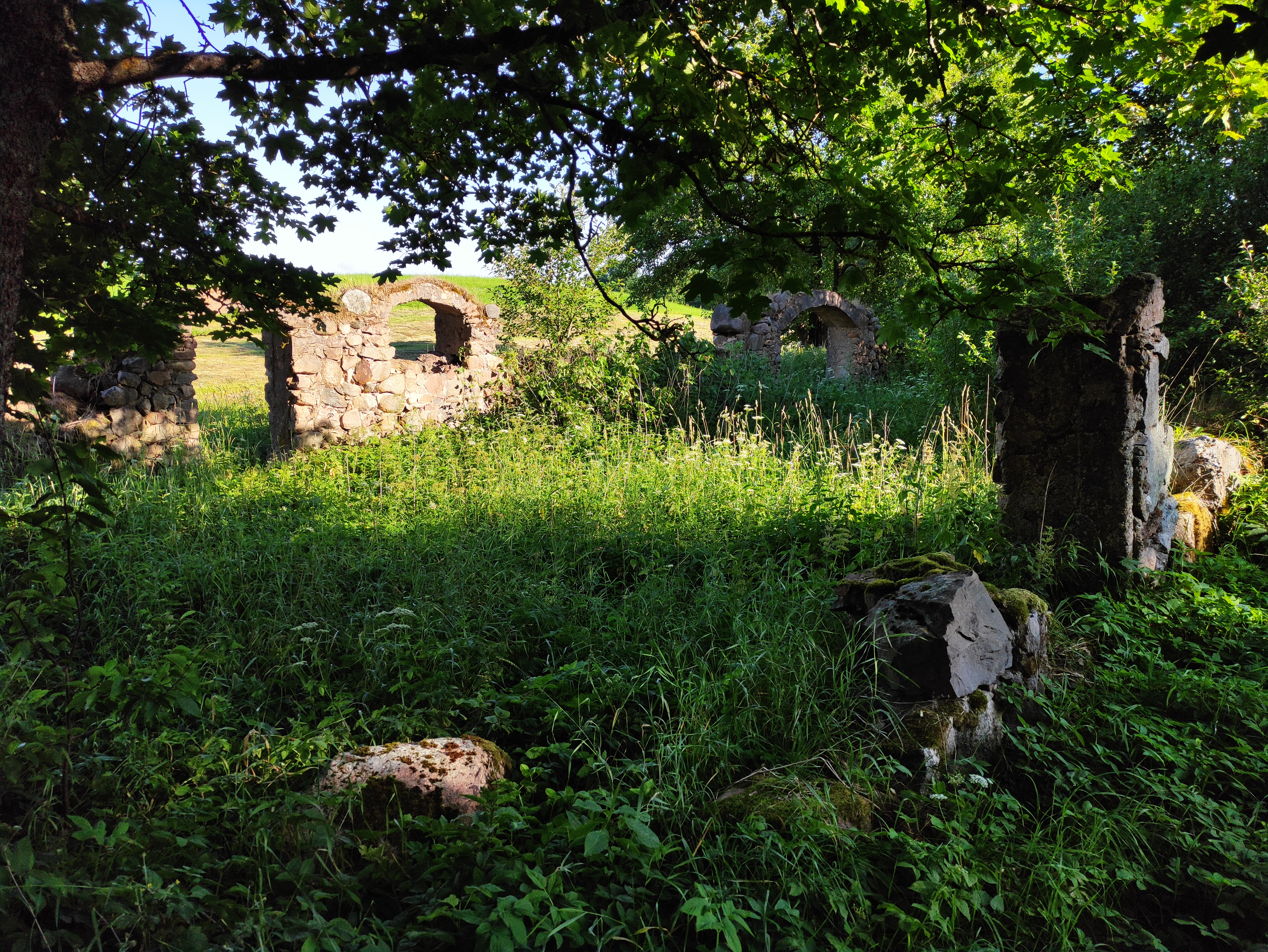
Ruiny rodiště